# The Quintessence
Albums de Quincy Jones
The Great Wide World of Quincy Jones: Live!
(1961) Big Band Bossa Nova
(1962)
The Quintessence est un album sorti en 1962 chez Impulse! et produit par le trompettiste, arrangeur, compositeur et producteur de jazz américain Quincy Jones.

## Liste des titres
| 1.    | Quintessence        | Quincy Jones                          | 4:21 |
| 2.    | Robot Portrait      | Billy Byers                           | 5:25 |
| 3.    | Little Karen        | Benny Golson                          | 3:44 |
| 4.    | Straight, No Chaser | Thelonious Monk                       | 2:26 |
| 5.    | For Lena and Lennie | Quincy Jones                          | 4:17 |
| 6.    | Hard Sock Dance     | Quincy Jones                          | 3:20 |
| 7.    | Invitation          | Bronisław Kaper, Paul Francis Webster | 3:35 |
| 8.    | The Twitch          | Billy Byers                           | 3:50 |
| 30:58 |                     |                                       |      |

## Crédits

### Musiciens
- Phil Woods, Oliver Nelson, Jerome Richardson, Eric Dixon, Frank Wess, Oliver Nelson : saxophone
- Billy Byers, Curtis Fuller, Thomas Mitchell, Melba Liston, Paul Faulise, Rodney Levitt : trombone
- Ernie Royal, Snooky Young, Joe Newman, Thad Jones : trompette
- Julius Watkins, James Buffington, Earl Chapin, Ray Alonge : cor
- Harvey Phillips : tuba
- Gloria Agostini : harpe
- Milt Hinton : basse
- Patricia Bown - piano
- James Johnson, Bill English, Stu Martin : batterie, percussions

### Équipes technique et production
- Production, arrangements : Quincy Jones, Bob Thiele
- Ingénierie, enregistrement : Frank Abbey
- Pochette : Pete Turner